# Dunhua
Dunhua is een stad in de provincie Jilin van China. Dunhua     
ligt in de prefectuur Yanbian.  
Dunhua heeft meer dan 257.190 inwoners. Dunhua is ook een arrondissement.

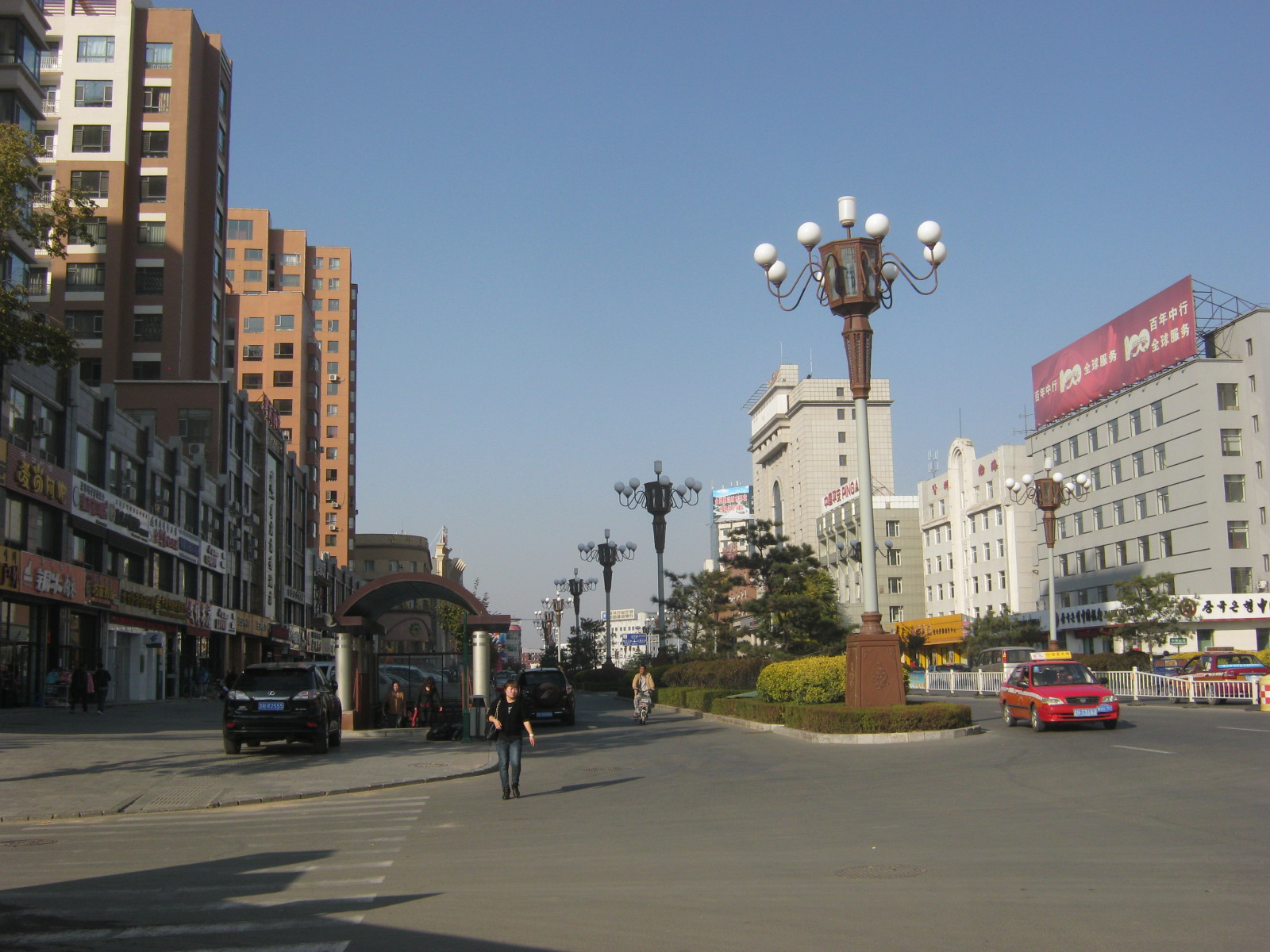